# Броненосни крайцери тип „Виттор Пизани“
Виттор Пизани (на италиански: Vettor Pisani) са броненосни крайцери на Италианският кралски флот от края на XIX век. Всичко от проекта са остроени две единици: „Виттор Пизани“ (на италиански: Vettor Pisani) и „Карло Алберто“ (на италиански: Carlo Alberto). Проектът е увеличена версия на крайцерът „Марко Поло“

## Конструкция
Увеличена е с 2000 t водоизместимостта спрямо предходния тип кораби. Бронепоясът е увеличен 1,5 пъти, като вече е по цялата дължина на корпуса. 152 mm оръдия вече са дванадесет.

## Представители на проекта
| Име                           | Заложен            | Спуснат на вода      | Влязъл в строй  | История                              |
| ----------------------------- | ------------------ | -------------------- | --------------- | ------------------------------------ |
| „Виттор Пизани“ Vettor Pisani | 7 декември 1892 г. | 14 август 1895 г.    | 1 април 1899 г. | предаден за скрап на 13 март 1920 г. |
| „Карло Алберто“ Carlo Alberto | 1 февруари 1892 г. | 23 септември 1896 г. | 1 май 1898 г.   | предаден за скрап на 12 юни 1920 г.  |